# Theodor Eschenburg (Admiral)
Theodor Eschenburg (* 14. März 1876 in Lübeck; † 26. Februar 1968 in Kiel) war ein deutscher Konteradmiral.

## Herkunft, Familie
Theodor Eschenburg entstammte der im 19. Jahrhundert in Lübeck zu großem Ansehen aufgestiegenen hanseatischen Patrizierfamilie Eschenburg. Sein Vater war der spätere Senator und Bürgermeister Johann Georg Eschenburg. Sein Sohn Theodor wurde als liberaler deutscher Politiker und Tübinger Hochschullehrer für Politikwissenschaften bekannt.

## Militärische Karriere
Eschenburg besuchte das Katharineum zu Lübeck bis zum Abitur Ostern 1895. Gegen den Willen der Eltern strebte Theodor Eschenburg den Beruf des Seeoffiziers an, der damals terminologisch vom weitergehenden Begriff des Marineoffiziers unterschieden wurde. Jung verheiratet wurde er 1904 für zwei Jahre nach Tsingtau als Hauptort des deutschen Schutzgebietes von Kiautschou in China abkommandiert, so dass er seinen ältesten Sohn Theodor erst als Zweijährigen kennenlernte. Nach der Rückkehr nach Kiel diente er zunächst als Wachoffizier auf Linienschiffen und Panzerkreuzern. 1909 wurde Eschenburg als Ausbildungsoffizier für Minen und Torpedos nach Cuxhaven versetzt und übernahm dort zum Kapitänleutnant befördert eine Minensucheinheit bestehend aus sechs Booten.

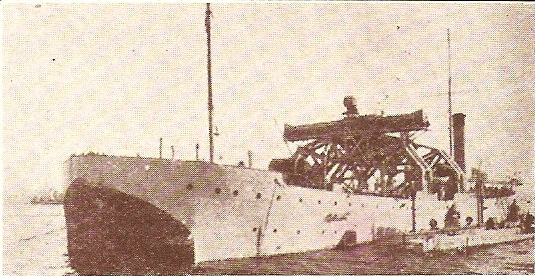
SMS Vulkan (1914)

1913 wurde er nach Kiel versetzt und erhielt das Kommando über ein Spezialschiff, das U-Boot-Bergeschiff Vulkan. Bei Beginn des Ersten Weltkrieges 1914 war er als Korvettenkapitän der ranghöchste Seeoffizier der Kaiserlichen Marine mit praktischer Unterseebooterfahrung. Mit einer Unterbrechung eines streng geheimen Kommandos in Wilhelmshaven von November 1914 bis zum März 1915 blieb Eschenburg bis zum November 1918 Kommandant der Vulkan. 1915 wurde er Leiter der Unterseebootschule in Eckernförde. 1918 tat er einige Monate auf einem Frontboot in der Adria von Triest aus Dienst, um seine praktischen Erfahrungen zu ergänzen. Kommandant dieses Frontbootes war ein Ritter des Ordens Pour le Mérite, den Eschenburg seit langem persönlich kannte. Am 29. Oktober 1918 wurde Eschenburg zum Fregattenkapitän befördert.
Nach dem Zusammenbruch des Kaiserreichs und der Novemberrevolution 1918 wurde Eschenburg 1919 als Chef des Stabes des Torpedowesens der neuen republikanischen Reichsmarine übernommen. Er war damit einer von den 1500 Marineoffizieren, die der Versailler Vertrag der Weimarer Republik zugestand. Sein Adjutant wurde Karl Dönitz, zu den weiteren Mitarbeitern seines Stabes im Hause der Kieler Marineakademie gehörte auch Wilhelm Canaris. In dieser Zeit gehörte er zu den Gründungsmitgliedern des Kieler Skagerrak-Clubs, in dem sich monarchistische Seeoffiziere mit leitenden Persönlichkeiten der Wirtschaft trafen. Kurz nach dem Kapp-Putsch wurde Eschenburg zum Kapitän zur See ernannt. Als solcher war er ab 16. Juli 1920 zunächst bei der Inspektion des Torpedo- und Minenwesens mit der Wahrnehmung der Geschäfte des Inspekteurs beauftragt. Vom 4. September 1920 bis 31. März 1922 war er dort Chef des Stabes und anschließend bis 30. September 1923 Inspekteur. Es folgte seine Verwendung als Marinekommissar des Kaiser-Wilhelm-Kanals. Zeitgleich war er auch Hafenkapitän von Kiel. Am 27. September 1924 wurde Eschenburg schließlich zur Verfügung des Chefs der Marinestation der Ostsee gestellt und am 31. Dezember 1924 unter gleichzeitiger Beförderung zum Konteradmiral aus der Marine verabschiedet.
Fortan verbrachte er jährlich etwa sechs Wochen am Hofe des Kaisers im Exil in Haus Doorn. Wilhelm II. ernannte Eschenburg zu seinem Generaladjudanten und verlieh ihm das Komturkreuz des Königlichen Hausordens von Hohenzollern.
Theodor Eschenburg liegt im Familiengrab auf dem Kieler Nordfriedhof begraben.

## Auszeichnungen
- Eisernes Kreuz (1914) II. und I. Klasse
- Komturkreuz des Königlichen Hausordens von Hohenzollern mit Schwertern (Ritterkreuz Sept. 1918)
- Hanseatenkreuz Lübeck
- Mecidiye-Orden III. Klasse